# 男性愛
男性愛（だんせいあい）と男性向（だんせいこう、英: Androphilia）は行動科学で性的指向を記述するために用いられる用語で、性別二元制である異性愛と同性愛の概念の代替語として用いられる。感情的、心理的、性愛的な面で男性に対してのみ恋心を抱く傾向をいう。そして、そのような性的指向が他人の前で表出しているかどうかにかかわらず、単独で男性に愛情、性欲、恋心を抱いている人は男性愛者/男性向者と呼ばれる。
女性異性愛者、男性同性愛者はどちらも男性しか好きではないため、どちらも男性愛者である。